# Хисамов, Салохитдин
Салохитдин Хисамов — советский хозяйственный, государственный и политический деятель, Герой Социалистического Труда.

## Биография
Родился в 1902 году на территории современного Таджикистана. Член КПСС.
С 1916 года — на хозяйственной, общественной и политической работе. В 1916—1972 гг. — крестьянин, издольщик, организатор сельскохозяйственного производства в Таджикской ССР, заведующий Канибадамским районным отделом хлопководства Ленинабадской области, председатель колхоза имени Молотова Канибадамского района Ленинабадской области.
Указом Президиума Верховного Совета СССР от 26 июня 1951 года присвоено звание Героя Социалистического Труда с вручением ордена Ленина и золотой медали «Серп и Молот».
Избирался депутатом Верховного Совета Таджикской ССР.
Умер после 1971 года.